# Nesto
Il nesto o marza è una porzione di ramo provvista di una o più gemme, e rappresenta il "gentile" o oggetto, o epibionte, da innestare sul portainnesto o soggetto, o ipobionte. Le marze devono essere prelevate a fine inverno, prima della ripresa vegetativa.

## Tipologia
L'innesto a marza presenta diverse metodologie:
- a spacco: le marze vengono sagomate a cuneo singolo o doppio nella porzione basale e inserite in un'apposita fenditura preparata sul soggetto

- a intarsio

- a sella

- a corona: si esegue generalmente su soggetti di diametro elevato (30 cm), i quali vengono capitozzati e innestati con 2 o 3 marze da inserire tra il legno e la corteccia

- innesto meccanico: eseguito con apposite macchine e molto diffuso nella produzione di innesti-talea nella vite, su cui si pratica la tecnica dell'innesto a omega.

## Tecnica
Le fasi principali dell'innesto a marza sono:
1. contatto tra i tessuti meristematici tra i due bionti: i due cambi devono essere attivi (periodo primaverile-estivo) e ben saldati tra loro in modo che non avvengano spostamenti e scivolamenti;
2. cicatrizzazione del punto di innesto: consiste nella deposizione di callo principalmente a opera del parenchima floematico e del giovane xilema del soggetto. Il callo è costituito da grosse cellule scarsamente differenziate (ma con possibilità di differenziazione successiva), molto idratate e con pareti sottili;
3. produzione del cambiforme: è la formazione di un nuovo tessuto cambiale e determina l'attecchimento vero e proprio;
4. formazione di un nuovo tessuto vascolare: rappresenta la connessione tra i due bionti, ovvero la possibilità della linfa di passare in senso sia ascendente che discendente da un bionte all'altro, e deve avvenire prima che la marza riprenda l'attività vegetativa.